# David Justice
David Christopher Justice (* 14. April 1966 in Cincinnati, Ohio) ist ein ehemaliger US-amerikanischer Baseballspieler auf der Position des Outfielders und Designated Hitters. Der Linkshänder war in der Major League Baseball für die Atlanta Braves (1989–1996), die Cleveland Indians (1997–2000), die New York Yankees (2000–2001) und die Oakland Athletics (2002) aktiv.

## Karriere

### Atlanta Braves
Justice machte sein Debüt 1989 im Alter von 23 Jahren für die Atlanta Braves. Mit den Braves gewann er die World Series 1995, bei der er im entscheidenden 6. Spiel mit einem Homerun den einzigen Punkt des Spiels erzielte. Nachdem er sich im Mai 1996 in einem Spiel gegen die Pittsburgh Pirates eine Schulterverletzung zuzog, die seine Saison beendete, wurde er vor der Saison 1997 an die Cleveland Indians abgegeben.

### Cleveland Indians
Mit den Indians konnte Justice die World Series 1997 erreichen, die jedoch mit 3:4 gegen die Florida Marlins verloren gingen.

### New York Yankees
Am 28. Juni 2000 wurde Justice zu den Yankees getradet. Nach dem Sieg in der American League Championship Series über die Seattle Mariners, bei der er zum MVP gewählt wurde, gelang dem Team auch der Sieg in der World Series 2000 gegen die New York Mets.

### Oakland Athletics
Die Yankees tradeten Justice Ende 2001 zunächst zu den Mets, von wo aus er nur eine Woche später zu den Oakland Athletics abgegeben wurde. Dort wurde er in der ersten Woche der Saison 2002 zum AL Player of the Week ernannt und konnte noch einmal die Play-offs erreichen, bevor er seine Karriere beendete.

## Privatleben
David Justice war von 1992 bis 1997 mit der Schauspielerin Halle Berry verheiratet. Die Ehe endete im Streit, wobei Berry ein Kontaktverbot gegen Justice erwirkte.
Er ist seit 2001 in zweiter Ehe mit Rebecca Villalobos verheiratet. Das Paar hat drei Kinder.